# حشره‌خوار آتالایه
حشره‌خوار آتالایه (نام علمی: Nesophontes hypomicrus) نام یک گونه از سرده حشره‌خوارهای هند غربی است.